# Georg Daniel Teutsch

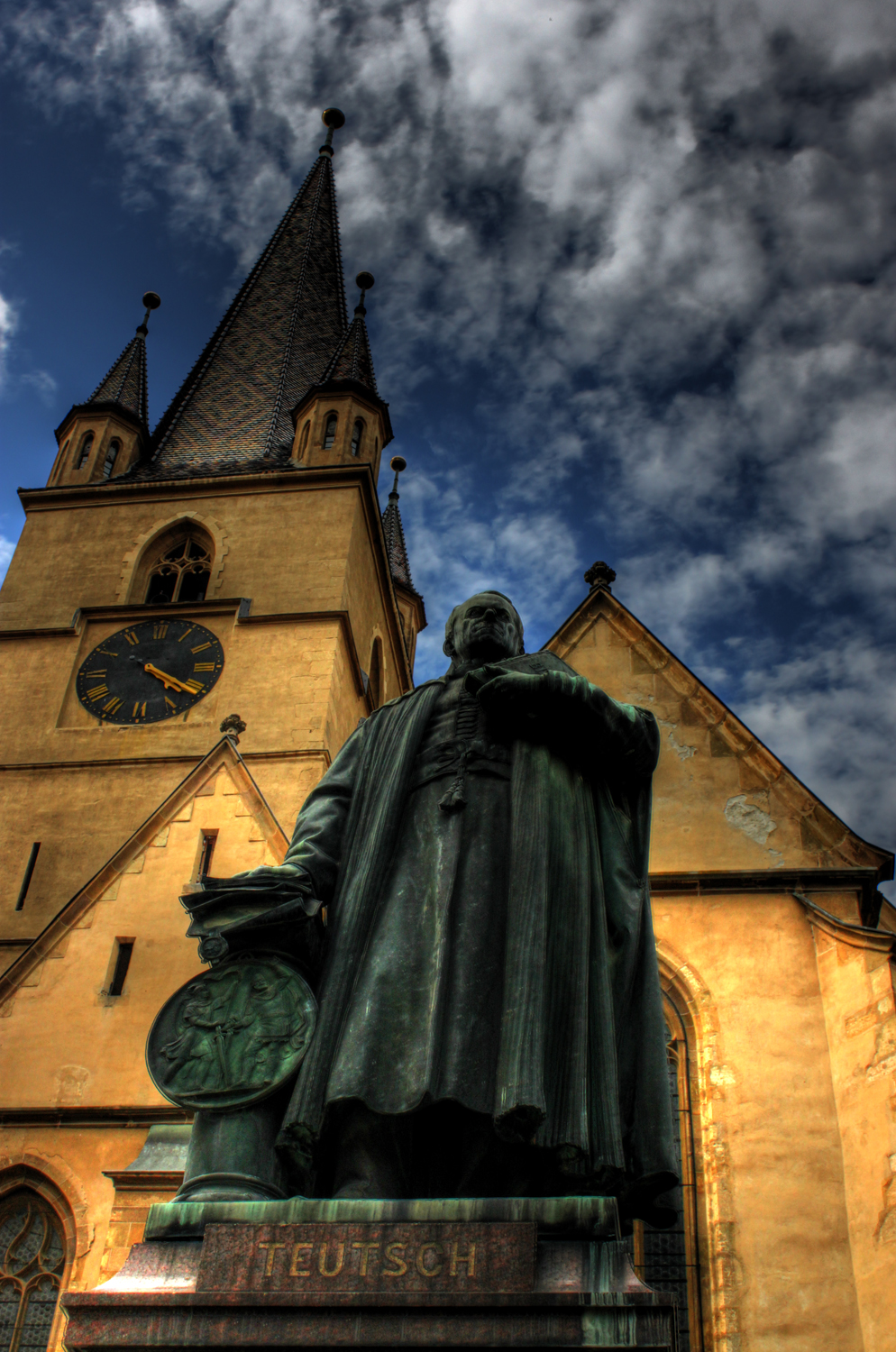
Monumentul lui Georg Daniel Teutsch, în fața Catedralei Evanghelice din Sibiu

Georg Daniel Teutsch (n. 12 decembrie 1817, Sighișoara, Imperiul Austriac – d. 2 iulie 1893, Sibiu, Austro-Ungaria) a fost un episcop evanghelic sas din Transilvania în secolul al XIX-lea. Și-a desfășurat activitatea ca dascăl, teolog, istoric și politician.

## Biografie
S-a născut în 12 decembrie 1817 în Sighișoara, pe atunci reședința comitatului Târnava Mare, într-o familie modestă de mici meseriași. Tatăl său, Martin Benjamin Teutsch, a fost căsătorit cu Maria Katharina Weiß, Georg Daniel fiind al doilea fiu din patru copii.
A urmat ciclul primar și gimnazial al "Școlii din Deal" și apoi Gimnaziul Evanghelic din Sighișoara (azi Liceul Teoretic Josef Haltrich), pe care l-a terminat cu examen de bacalaureat (Maturitätsprüfung) la 31 iulie/1 august 1837. În toamna aceluiași an a început studii universitare de istorie și teologie evanghelică la Viena, pe care le-a continuat în anul următor de studiu la Berlin, fiind nemulțumit de calitatea învățământului protestant din Viena. După terminarea celui de-al doilea an de studiu, a revenit în Sighișoara terminându-și studiile ca autodidact. A fost meditator la familiile Magay din Alba Iulia și Baksay din Șoimuș. În acest timp s-a folosit pentru studiu de Biblioteca Batthyaneum, înființată de episcopul catolic Ignațiu Batthyany în Alba Iulia, și de Biblioteca Brukenthal din Sibiu, ambele bogate în manuscrise și cărți despre istoria Transilvaniei.
În 1842 a revenit la Sighișoara, iar la 3-4 ianuarie 1843 și-a finalizat studiile cu disertație susținută în istorie, pedagogie și teologie. A devenit lector la "Școala din Deal" din Sighișoara în 1842, co-rector în 1845 și rector (director) între anii 1850-1863.
În anul 1863 a renunțat la activitatea didactică, fiind ales preot evanghelic în Agnita (comitatul Târnava Mare). A fost ales la 19 septembrie 1867 ca episcop al Bisericii Evanghelice din Transilvania, ocupând această funcție până la moarte.
A fost căsătorit de două ori. Cu prima soție, Charlotte Berwerth, s-a căsătorit în 1845, dar aceasta a murit la mai puțin de un an după căsătorie. S-a recăsătorit apoi cu sora primei soții, Wilhelmine. (Friedrich Teutsch, unul din copiii lor, a fost episcop evanghelic săsesc în perioada 1903-1932.)
Școala generală din Agnita îi poartă astăzi numele.

## Preocupări profesionale și extraprofesionale
Activitatea sa poate fi împărțită în trei domenii mari: învățământ, teologie și politică. Toată activitatea depusă a fost menită să păstreze integritatea culturală, economică și teritorială a „națiunii săsești”. Pentru împlinirea acestui scop s-a folosit deseori de istoria „națiunii săsești” din Transilvania, pe care a studiat-o de-a lungul anilor ca istoric.

### Învățământ

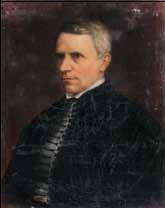
Portretul episcopului realizat de Friedrich Miess

Georg Daniel Teutsch a exercitat profesia de învățător/profesor timp de 21 de ani (din care 13 ani ca director), din 1842 până în 1863 când a trecut, conform tradiției acelor ani, la cea de preot, educația lui școlară permițând acest lucru. "Școala din Deal" este dezvoltată și reformată în perioada activității sale, fiind cel mai renumit liceu german al acelor timpuri (alături de "Gymnasium Academicum" Liceul Brukenthal din 1921 din Sibiu și Liceul Johannes Honterus din Brașov). Seminarul pedagogic de 2 ani este prelungit la trei ani, aici fiind pregătiți educatori și preoți săsești. Reforma școlară a uniformizat învățământul primar, gimnazial și seminariile din școlile săsești. A fost președintele comisiei de examinare pentru candidații din învățământ și teologie. Pentru o pregătire mai bună a viitorilor dascăli, a înființat spre sfârșitul vieții sale (în 1891) seminarul din Sibiu. Nu a uitat nici agricultura pe care a impulsionat-o prin diferite activități organizate cu participarea lui.
În perioada Revoluției din 1848, Teutsch a fost căpitan în garda civilă sighișoreană. Aceasta s-a alăturat trupelor imperiale austriece, câștigând războiul civil în 13 august 1849 împotriva armatei maghiare comandate de generalul Józef Bem.
Dialectul săsesc este un dialect al limbii germane. Regionalismele limbii săsești au dus de la începutul istoriei sașilor la necesitatea unei limbi scrise care a fost și este până azi limba germană.

### Teologie
Ca preot a pus în aplicare reforma bisericească decisă pentru laicizarea bisericii, hotărâtă în 1861 (pe care a formulat-o ca referent alături de J.A. Zimmermann). A dezvoltat activitățile laice comunitare și a ocupat diferite funcții în conducerea Bisericii Evanghelice din Transilvania.
A fost adeptul teologiei istorice, căutând contactul cu moștenirea lui Isus din Nazaret și încercând să înțeleagă drumul creștinismului în contextul istoric de până atunci. A fost adept al dreptului rațiunii de a sta mai presus de dogmele neverificabile, în contradicție cu fideismul dominant în cea de-a doua jumătătate a secolului al XIX-lea. Conform lui Teutsch spiritul omului are dreptul de a se desfășura liber, așa cum spune și învățătura protestantă.
Între anii 1876-1886 nu s-a putut opune ieșirii din biserica evanghelică săsească a celor 16 comunități evanghelice cu credincioși maghiari, care și-au înființat un protopopiat propriu în anul 1881, cu sediul la Săcele (pentru ceangăii din Țara Bârsei).

### Politică
Fiind adept al autonomiei comunității săsești din Transilvania, Teutsch a finalizat unirea comunităților săsești în Biserica evanghelică săsească. A căutat păstrarea integrității lingvistice și culturale săsești, opunându-se cu vehemență în cea de-a doua jumătate a secolului al XIX-lea politicii de maghiarizare a învățământului și administrației, ordonate de guvernul de la Pesta. În activitatea sa de politician, el s-a folosit deseori de actele istorice încheiate în secolele precedente. Reorganizând structurile bisericii evanghelice săsești, a reușit să prevină infiltrarea și asimilarea maghiară a acesteia.
Între anii 1863-1865 Teutsch a fost membru în Consiliul Imperial din Viena și a fost numit deputat al casei imperiale în Dieta de la Sibiu. În anul 1866 a fost numit reprezentantul sașilor din regiunea Cincu în delegația Ardealului în Adunarea Națională din Budapesta. Renunță la acest mandat în 1868, când devine episcop.

### Istorie
Încă din timpul gimnaziului, fiind preocupat încă de pe atunci de documentarea istoriei strămoșilor săi, Teutsch a constatat lipsa unei istorii scrise a comunității săsești. Între anii 1852-1858 a scris un studiu de istorie a sașilor de până la anul 1699. În perioada de după publicarea acestui studiu, și-a continuat studiul și documentarea istoriei, cunoștințele sale despre istorie dându-i multe argumente pro sau contra actelor politice pe care le-a trăit ca politician și/sau episcop.
A fost corespondent la multe cotidiene și jurnale, unde și-a exprimat punctul de vedere; a fost președinte sau membru în asociații diferite, fiind omagiat cu titlul de Doctor Honoris Causa a Universității de Științe Juridice din Berlin și, în 1882, a Universității de Filosofie din Jena.

## Monumente
Monumentul lui Georg Daniel Teutsch din Sibiu, operă a sculptorului Adolf von Donndorf, a fost dezvelit în anul 1899 în fața Catedralei Evanghelice din Sibiu.